# 高田・久本・ビビアン 最強の料理人を探せ!!
『高田・久本・ビビアン 最強の料理人を探せ!!』（たかだ・ひさもと・ビビアン さいきょうのりょうりにんをさがせ）は、日本テレビ系列局（22局）で特別番組として放送されていた中京テレビ製作の旅番組・グルメバラエティ番組。

## 概要
高田純次と久本雅美とビビアン・スーの3人が毎回中国各地でロケを行い、現地の中華料理と凄腕の特級厨師を紹介していた特番である。
2004年度の放送ではビビアンに替わってユンソナやモンキッキー（現・おさる）などがメンバーに加わり、番組タイトルも『高田・久本・ユンソナ 最強の料理人を探せ!!』に変更された。また、取材対象も朝鮮料理になり、ユンソナの出身国である韓国でロケが行われた。

## 放送リスト
放送日時は全て日本標準時。

### 第3弾
- タイトル - 『高田・久本・ビビアン 最強の料理人を探せIII』
- 放送日時 - 1999年8月8日（日曜） 15:00 - 16:25

### 第4弾
- タイトル - 『高田・久本・ビビアン 最強の料理人を探せ!! in 上海』
- 放送日時 - 2001年2月18日（日曜） 15:00 - 16:25

### 第5弾
- タイトル - 『高田・久本・ビビアン 最強の料理人を探せ! 秘境!中国四川省の旅』
- 放送日時 - 2002年5月6日（月曜） 16:00 - 17:25

### 第6弾
- タイトル - 『高田・久本・ユンソナ 最強の料理人を探せ!! 韓国大発見!超人列伝』
- 放送日時 - 2004年9月23日（木曜） 16:00 - 17:25
- 出演者 - 高田純次、ユンソナ、モンキッキー、堀越のり、久本雅美、金子貴俊